# Alemany
Pour les articles homonymes, voir Alemany (homonymie).
L'Alemany, ou rivière de l'Alemany, est un cours d'eau pyrénéen situé à Mantet, dans le département français des Pyrénées-Orientales, et un affluent de la rivière de Mantet, donc un sous-affluent de la Têt.

## Géographie
Long de six kilomètres, l'Alemany s'écoule entièrement sur le territoire de la commune de Mantet et se jette dans la rivière de Mantet en contrebas du village. Le bas de sa vallée est parcouru par un sentier de randonnée faisant partie des GR 10 et 86 et abrite un refuge de montagne. 

## Affluent
La rivière de l'Alemany n'a pas d'affluent référencé, donc son nombre de Strahler est « un ».